# Västerbygd, Grönland

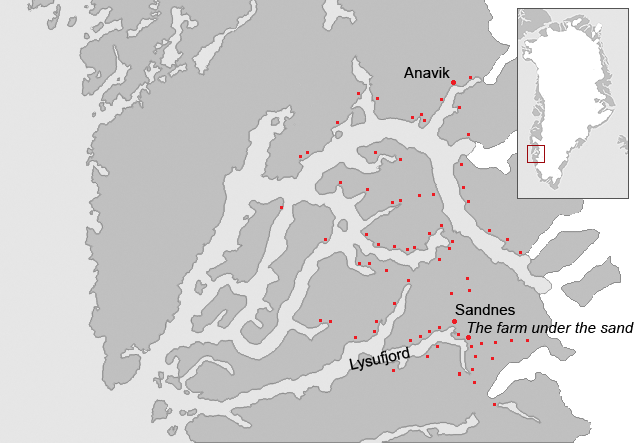
Karta

Västerbygd (fornnordiska: Vestribyggð) var ett av tre kända historiska bosättningsområden på Grönland, som grundades av islänningar. Området var bebott från omkring år 1000 till mitten av 1300-talet. Det låg nära dagens stad Nuuk.
Det är mindre känt om Västerbygd än om Austerbygd. Man räknar med att Västerbygd som mest kan ha haft omkring tusen invånare, vilket är ungefär en fjärdedel av invånarantalet i Austerbygd, vilket har att göra med den kortare odlingssäsongen. Den största av bosättningarna var Sandnæs, och sammanlagt har det hittats ruiner av 95 gårdar. 
Sista gången Västerbygd omnämns är av Ivar Bårdsson (Ivar Bardarson), en norsk präst som sändes till Grönland 1341 för att bli superintendent vid biskopssätet i Gardar i Austerbygd. Efter biskop Árnis död 1347, var Grönland utan biskop till dess att Biskop Álfur utnämndes 1368. Ivar Bårdsson tjänstgjorde som biskopsdömets försteman under denna interimsperiod. Vid sin resa till Västerbygd fann han bara övergivna gårdar, varefter han skrev till biskopen av Bergen och beskrev vad han funnit. Han återvände sedan till Bergen 1360 för att tjänstgöra som domprost i Bergens domkyrka.
Västerbygds förfall sammanfaller med sjunkande temperaturer och den period som kallas Lilla istiden. 